# 西米爾頓 (紐約州)
西米爾頓（英語：West Milton）是位於美國紐約州薩拉托加縣的非建制地區。

## 歷史
西米爾頓的郵局於1831年設立，其後於1921年停運。

## 地理
西米爾頓所處的海拔為高於海平面136米（即446英呎），而該地所採用的時區為UTC-5，即北美东部时区（EST）。同時該地設有夏令時間，為UTC-5調快一小時，即UTC-4（EDT）。